# Cantonul Strasbourg-4
Cantonul Strasbourg-4 este un canton din arondismentul Straatsburg-Stad, departamentul Bas-Rhin, regiunea Alsacia, Franța.